# Terra (Satellit)
Terra, auch EOS-1 oder EOS-AM1 genannt, ist ein am 18. Dezember 1999 gestarteter Erdbeobachtungssatellit der US-amerikanischen Luft- und Raumfahrtbehörde NASA zur Erforschung und Beobachtung der Erde. Die geplante Lebensdauer des Satelliten betrug ursprünglich 6 Jahre.
Terra ist neben Aqua und Aura eine der drei Hauptmissionen des Earth Observing System (EOS), einem etliche Missionen umfassenden, längerfristigen Forschungsprogramm der NASA. Der Satellit kostete etwa 1,3 Milliarden US-Dollar.

## Bahndaten

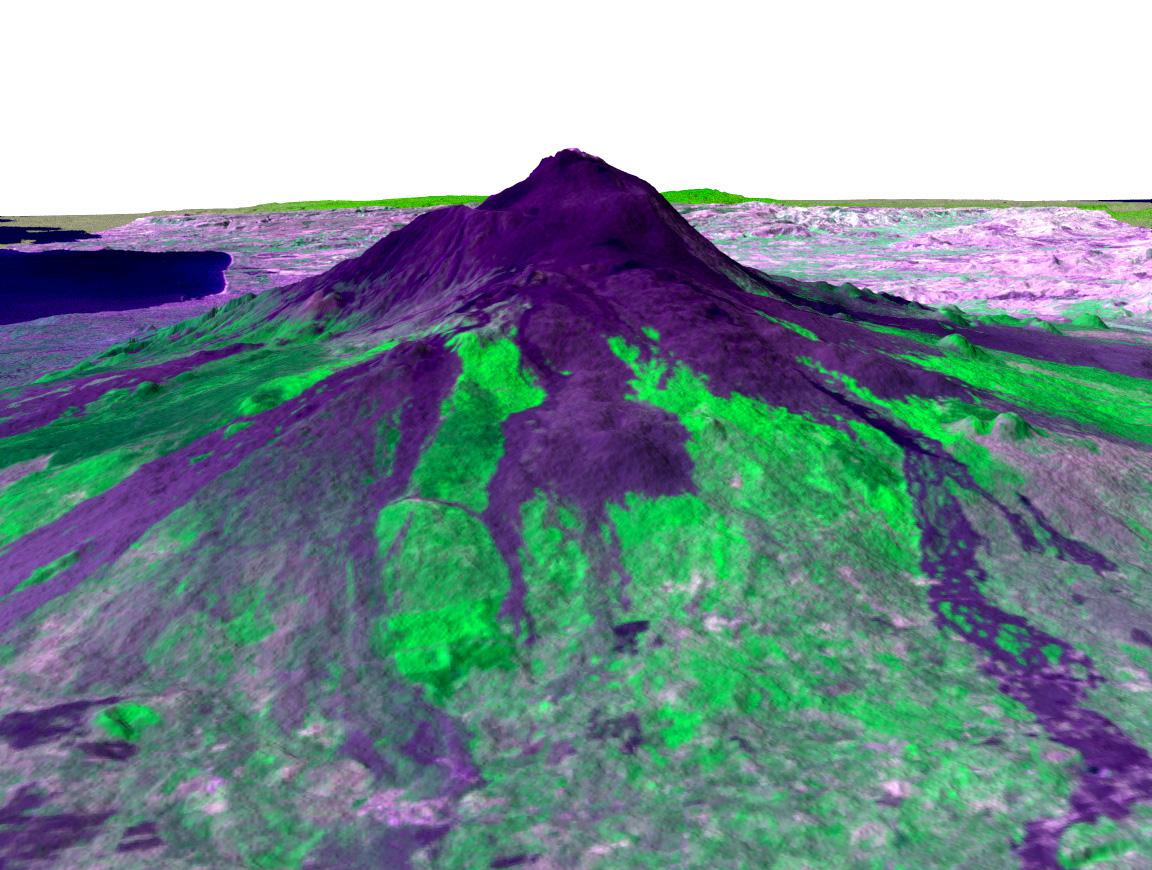
SRTM-basiertes 3D-Modell des Ätna mit ASTER-basierter Falschfarben-Oberflächendarstellung

Der Satellit bewegt sich auf einer polaren, sonnensynchronen Erdumlaufbahn (SSO).
Eine Eigenschaft dieser Umlaufbahn ist, dass der Satellit einen Punkt auf der Erde jeden Tag zur selben Zeit passiert. Deshalb werden solche Erdumlaufbahnen häufig für meteorologische Satelliten und Erdbeobachtungssatelliten genutzt.

## Instrumente
An Bord des Satelliten befinden sich folgende fünf Instrumente:
- ASTER (Advanced Spaceborne Thermal Emission and Reflection Radiometer) nimmt hochauflösende Bilder auf 14 Kanälen vom sichtbaren Licht (nur Rot und Grün) bis zur „thermischen“ Infrarotstrahlung auf. Die Auflösung beträgt 15 bis 90 Meter pro Bildpunkt. Daraus können Höhe, Oberflächentemperatur, Reflektivität und Emissivität des jeweils aufgenommenen Teils der Erdoberfläche abgeleitet werden. Das Instrument wurde in Japan gebaut.
- CERES (Clouds and the Earth's Radiant Energy System) bestimmt den gesamten Wärmefluss von beziehungsweise zur Erde und liefert Informationen über die Beschaffenheit der Wolken. An Bord von Terra befinden sich zwei CERES-Instrumente, eines davon beobachtet immer gerade in Richtung Erde, während das andere schwenkbar ist.
- MISR (Multi-angle Imaging SpectroRadiometer) besteht aus 9 Kameras, wobei jede 4 Farbkanäle (blau, grün, rot, nahes Infrarot) hat; die Kameras beobachten die Erde unter verschiedenen Winkeln. Das Instrument untersucht die Streuung des Sonnenlichts, Wolken, Aerosole und die Vegetation.
- MODIS (MODerate-resolution Imaging Spectroradiometer) hat eine relativ geringe Auflösung und arbeitet mit 36 Kanälen. Es dient zur Erkennung großräumiger Änderungen in der Biosphäre.
- MOPITT (Measurements of Pollution in the Troposphere) misst die Konzentration von Methan und Kohlenstoffmonoxid in der Troposphäre mittels Gas-Korrelations-Spektroskopie.

Terra begann am 24. Februar 2000 mit der Aufzeichnung von Daten.